# Souvenir (film, 1989)
Pour les articles homonymes, voir Souvenir.
Pour plus de détails, voir Fiche technique et Distribution.
Souvenir est un film britannique de Geoffrey Reeve réalisé en 1989.

## Fiche technique
- Titre français : Souvenir
- Titre original :
- Réalisateur : Geoffrey Reeve
- Scénario d'après le roman de Paul Wheeler : The Pork Butcher
- Producteur : Andre Blay, Jim Reeve, Tom Reeve
- Musique du film : Tony Kinsey
- Directeur de la photographie : Fred Tammes
- Montage : Bob Morgan
- Création des décors : Morley Smith
- Coordinateur des cascades : Michel Carliez et Jean-Louis Airola, Jean-Claude Braquet, Josy Venon comme cascadeurs
- Pays d'origine : Royaume-Uni
- Genre : Film dramatique
- Durée : 1h33
- Date de sortie :	
  -  Royaume-Uni : 6 janvier 1989

## Distribution
- Catherine Hicks : Tina Boyer
- Christopher Cazenove : Willian Root
- Christopher Plummer : Ernst Kestner
- Jean Badin : Henri Boyer
- Michael Lonsdale : Xavier Lorion
- Patrick Bailey : Young kestner
- Lisa Daniely : Mme. Lorion
- Amélie Pick : Janni